# Шато Калон-Сегюр

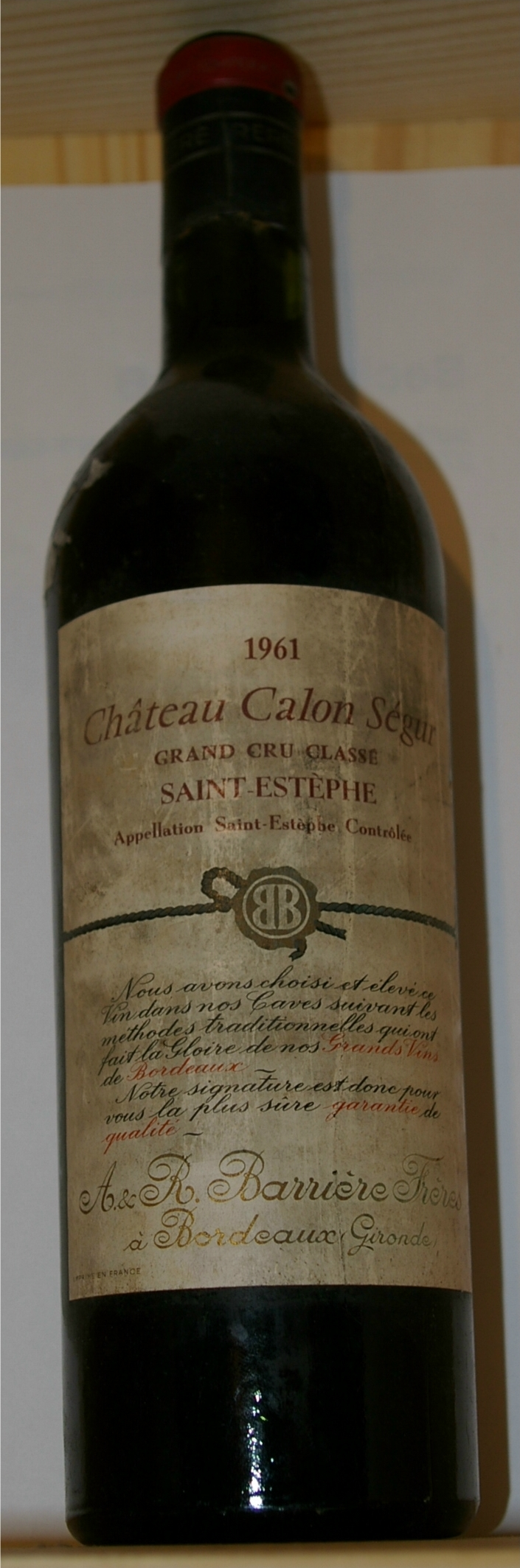
Бутылка Château Calon-Segur 1961 года

Шато Калон Сегюр (фр. Château Calon-Segur) — винодельческое хозяйство в аппеласьене Сэнт Эстеф субрегиона Медок региона Бордо. Производит одноимённое красное сухое вино, которое входит в третью категорию вин согласно официальной классификации вин Бордо 1855 года.

## История
Крупное поместье находилось на нынешней территории поместья с галло-римских времен. Есть свидетельства, что в 1157 году оно принадлежало монсеньору Де Калону, епископу Пуатье. Считается одним из старейших мест в Медоке, где собирали виноград. Об этом свидетельствуют записи о сборе налогов восемнадцатого века. Тогда земли принадлежали сеньору Леспарру.
В 1362 году они перешли семье Гомбо — младшей ветви семьи Леспарра. Далее — после завоевания Гиены - перешли семье д’Альбера. В восемнадцатом веке поместье отошло в качестве приданного маркизу Николя Александру де Сигуру, который являлся хозяином легендарных Шато Лафит-Ротшильд (фр. Château Lafite-Rothschild) и Шато Латур (фр. Château Latour). Приобретение стало его любимой собственностью. По легенде именно поэтому на этикетке бутылке Château Calon-Segur изображено сердце, а многие декоративные элементы в поместье имеют такое же очертания. Де Сегюр умер в 1975. У него осталось несколько дочерей, между которыми была разделена собственность. Большая часть поместья перешла во владение его двоюродного брата Александра де Сегюр Колона. Он был мужем старшей дочери Николя-Алексанры. Помимо описанного поместья пара продолжала управлять Шато Лафит и Шато Латур. Именно в этот период был построен замок, который сохранился до наших дней.
Далее Николя-Мари Александр де Сегюр стал по наследству владельцем шато. Он разорился и в 1978 году продал его Этьену-Теодору Дюмлену. В 1806 году тот умер, оставив шато в наследство своим детям. Управление поместьем взял на себя один из сыновей — Этьен Теодор. Он обустроил виноградник на новом участке земли, который располагался южнее существовавшего виноградника — на берегу реки Жиронды. В 1815 появились первые успешные плоды его труда. К двадцатому году Этьен-Теодор построил небольшое поместье у нового виноградника, впоследствии ставшее Шато Монтроз (фр. Chateau Montrose). В 1824 году оригинальное поместье было опять продано. Сумма сделки равнялась полумиллиону франков. Новым владельцем стала семья Летапи, которая владела виноградниками в Медоке. Тридцать лет спустя вино поместья попало в третью категорию классификации вин Бордо.
Виноградники в Бордо атаковала филоксера, Летапи потерял интерес к производству, и в 1894 оно было продано двум владельцам — Шарлю-Леону Анапье и представителю семьи Гаскетон — Пьеру Жан-Шарлю. Семья уже владела поместьем Каберн Гаскетон в том же регионе. В паре владельцев поместьем именно Гаскетонам специалисты отводят основную роль в восстановлении поместья.
В конце двадцатого века шато начал управлять Филипп Капберн-Гаскетон. Ему принадлежало ещё несколько поместий в регионе — Шато Капберн-Гаскетон (фр. Chateau Capbern-Gasqueton), Шато д’Тертре (фр. CHÂTEAU DU TERTRE) и Шато д’Агассак (фр. CHÂTEAU D’AGASSAC). Он умер в 1995 году. Покойный муж мадам Гаскетон, которая после его смерти начала управлять поместьем, был одним из тех, кто разделял самые консервативные взгляды на виноделие в Медоке. Его вина были сложными и тяжелыми, когда были молодыми, но по мере «взросления» становились изысканными, сохраняя нотки своих первых лет. Вдова — Дениз Капберн-Гаскетон — продолжила традиции мужа. Позднее она продала Шато д’Тертре Эрику Альбада. В 2006 она назначила Винсента Милле, который ранее работал в Шато Марго (фр. Château Margaux), управляющим поместьем. В 2011 Дениз Капберн-Гаскетон умерла в возрасте 87 лет. Поместьем стала управлять её дочь Элен. У наследства было много интересантов и спустя год поместье пришлось продать. Новым владельцем стала страховая компания Suravenir Assurances, которая являлась филиалом Crédit Mutuel Arkéa. За поместье она уплатила около 200 миллионов евро. Эта сделка оказалась самой крупной на тот момент в регионе. Предыдущий рекорд принадлежал акции по покупке 22 гектар виноградника Шато Фелан Сегюр  (фр. Chateau Phelan Segur). Посредником в сделке был владелец Petrus (фр. Pétrus) Жан-Франсуа Муэ. Его компания также стала миноритарным акционером поместья. Ответственным за шато со стороны компании стал Жан-Пьер Дени. Директором был назначен Лоран Дюфа, который имел опыт работы в хозяйстве Шато Мутон Ротшильд. В хозяйство стали вкладываться большие деньги — был построен дегустационный зал, было отреставрировано здание замка, расширены погреба. В 2020 Дюфа покинул свой пост, но Винсент Миле по-прежнему остался ответственным за винопроизводство.

## Поместье
Каменная стена окружает большую часть виноградника. Это достаточно редкое явление для Бордо. Обычно поместья в Бургундии окружают оградой. Шато Калон Сегюр — самое северное из всех поместий Сент Эстефа, которые включены в классификацию 1855 года. Его виноградник является самым низким виноградником над уровнем моря в местности — в среднем показатель равняется десяти метрам. Площадь поместья — 60 гектар. Оно поделено на два участка, которые располагаются к северо-востоку и северо-западу от замка и поделены на 40 участков с разными типами почв. 65 % посадки отдано под каберне-совиньон, 20 % под мерло, 15 % под каберне-фран. Вначале плотность посадки была 6000 лоз на гектар, но в последние годы увеличилась до 10000. Средний урожай — 35 гекалитров на га. Владеет поместьем также семья Гаскетонов. Шато принимает гостей по договоренности.

## Продукция винодельни
Технология производства вина не поменялась вплоть до начала двадцать первого века. Некоторые эксперты утверждают, что Шато Калон Сегюр удалось по качеству опередить других конкурентов из СентЭстефа — Шато Кос Д’Эстурнель (фр. Château Cos d’Estournel) и Шато Монтроз. В современном исполнении в нём доминирует каберне совиньон (до 80 %). Ранее соблюдался паритет с мерло.
Ежегодно выпускается порядка 240 000 бутылок вина. «Вторым вином» поместья является Marquis de Calon. Его производят значительно меньше, чем флагманского продукта — не более 36 000 бутылок. Как и у многих виноделен Бордо в линейке присутствует третья позиция — Chapelle de Calon.